# Камал Амрохі
Камал Амрохі (гінді कमाल अमरोही; урду کمال امروہی); справжнє ім'я Саєд Амір Гайдер Камал Накві — індійський режисер, сценарист, поет. Писав мовами гінді та урду. Відомий фільмами «Махал» (1949), «Куртизанка» (1972) та «Разія Султан» (1983). Засновник кіностудій «Kamal Pictures» у 1953 та «Kamalistan Studio» у 1958 роках у Бомбеї.

## Фільмографія
- Тюремник // Jailor (1938) — сценарист
- Чалія // Chalia (1938) — автор діалогів
- Пукар // Pukar 1939 — автор діалогів
- Головний Харі // Main Hari (1940) — автор діалогів
- Бхароса // Bharosa (1940) — сценарист
- Мазаак // Mazaaq (1943) — автор діалогів
- Phool (1945) — автор діалогів
- Шахджан // Shahjehan (1946) — сценарист
- Махал // Mahal (1949) — сценарист, режисер
- Daera 1953 — сценарист, режисер, продюсер
- Us Raat Ki Yaadein (1954)
- Ghutan (1955)
- Великий Могол // Mughal-e-Azam (1960) — автор діалогів
- Dil Apna Aur Preet Parai 1960 — продюсер
- Куртизанка // Pakeezah (1972) — сценарист, режисер, продюсер
- Шанкар Гуссейн // Shankar Hussain (1977) — автор діалогів
- Маджнун // Majnoon (1979) — сценарист, режисер
- Разія Султан // Razia Sultan (1983) — сценарист, режисер

## Нагороди
- Filmfare Award за найкращий діалог 1961 року за фільм Великий Могол (Mughal-e-Azam)